# Berasia
Berasia é uma cidade e uma nagar panchayat no distrito de Bhopal, no estado indiano de Madhya Pradesh.

## Geografia
Berasia está localizada a 23° 38′ N, 77° 26′ L. Tem uma altitude média de 484 metros (1587 pés).

## Demografia
Segundo o censo de 2001, Berasia tinha uma população de 24 289 habitantes. Os indivíduos do sexo masculino constituem 53% da população e os do sexo feminino 47%. Berasia tem uma taxa de literacia de 57%, inferior à média nacional de 59,5%; com 60% para o sexo masculino e 40% para o sexo feminino. 18% da população está abaixo dos 6 anos de idade.